# Diapsida
Diapsidi („mající dva oblouky“) jsou velmi rozšířenou skupinou plazů, jejichž původním společným znakem jsou dva spánkové otvory na lebce. První zástupci této skupiny se objevili již v období karbonu asi před 300 miliony let. Také dnes jsou poměrně hojní a zahrnují krokodýly, šupinaté (ještěry a hady), hatérie a podle novějších výzkumů pak rovněž želvy, řazené dříve obvykle mezi anapsida. Podle moderní klasifikace patří do této skupiny navíc také ptáci. Dnes existuje ne méně než 7 925 druhů diapsidů a pokud počítáme i ptáky, pak přes 17 725.

## Rozměry
Největšími známými zástupci této skupiny jsou druhohorní sauropodní dinosauři, jejichž délka se mohla pohybovat až kolem 40 metrů. Například pozdně jurský severoamerický diplodokid druhu Supersaurus vivianae mohl být podle novějších zjištění dlouhý asi 39 až 42 metrů, což by z něho patrně činilo nejdelšího dosud známého obratlovce vůbec.

## Molekulární biologie
V roce 2018 byla publikována vědecká studie, naznačující, že byl rekonstruován ancestrální genom předka všech diapsidů, a to za pomoci moderních postupů, umožněných vývojem nových výzkumných technologií.

## Taxonomie[zdroj⁠?!]
Mezi nejznámější vyhynulé skupiny patří neptačí dinosauři, ptakoještěři, plesiosauři, mosasauři a mnoho dalších vývojových skupin.
- Podtřída DIAPSIDA
  - Řád Araeoscelidia †
  - Řád Avicephala †
  - Řád Thalattosauria †[5]
  - Řád Younginiformes †
  - Nadřád Ichthyopterygia † (ichtyosauři a jejich příbuzní)
  - Řád Testudines (želvy)
  - Infratřída Lepidosauromorpha
    - Řád Eolacertilia †
    - Nadřád Lepidosauria (hatérie a šupinatí (včetně např. mosasurů †))
    - Nadřád Sauropterygia † (plesiosauři a plakodonti a jejich příbuzní)

  - Infratřída Archosauromorpha
    - Řád Aetosauria †
    - Řád Choristodera †
    - Řád Phytosauria †
    - Řád Prolacertiformes †
    - Řád Pterosauria (ptakoještěři) †
    - Řád Rauisuchia †
    - Řád Rhynchosauria †
    - Řád Trilophosauria †
    - Nadřád Crocodylomorpha (krokodýli a jejich příbuzní)
    - Nadřád Dinosauria (dinosauři, včetně ptáků)